# Ершов, Владимир Львович
Влади́мир Льво́вич Ершо́в (16 [28] сентября 1896, Москва — 7 июня 1964, Москва, РСФСР, СССР) — советский актёр театра и кино. Народный артист СССР (1948).

## Биография

Могила Ершова на Новодевичьем кладбище Москвы.

Родился 16 (28) сентября 1896 (по другим источникам — 15 сентября) в Москве. Из дворянской семьи, отец — адвокат.
Окончил 5-ю Московскую гимназию.
В 1916 году, после окончания двух курсов историко-филологического факультета Московского университета, был принят по конкурсу в Московский художественный театр, где служил до конца жизни. В 1917 году призывался на военную службу.
Участвовал в озвучивании мультфильмов.
В 1960-х годах — председатель экзаменационной комиссии Школы-студии МХАТ.
Умер 7 июня 1964 года. Похоронен в Москве на Новодевичьем кладбище (участок № 6).

### Семья
- Жена — Комолова, Анна Михайловна (1911—2001), актриса театра и кино. Заслуженная артистка РСФСР (1948).

## Награды и звания
- Заслуженный артист РСФСР (1933)
- Народный артист РСФСР (26.10.1938)
- Народный артист СССР (26.10.1948)
- Два ордена Трудового Красного Знамени (01.02.1939, 26.10.1948)
- Орден «Знак Почёта» (03.05.1937) — за выдающиеся заслуги в деле развития русского театрального искусства[4]
- Медаль «За доблестный труд в Великой Отечественной войне 1941—1945 гг.» (1946)
- Медаль «В память 800-летия Москвы» (1948).

## Творчество

### Роли в театре
- 1919 — «У жизни в лапах» К. Гамсуна — Люнум
- 1919 — «На дне» М. Горького — Барон
- 1920 — «Каин» Дж. Г. Байрона — Люцифер
- 1920 — «Каменный гость» А. С. Пушкина — статуя Командора
- 1920 — «На всякого мудреца довольно простоты» А. Н. Островского — Глумов
- 1922 — «Синяя птица» М. Метерлинка — Время
- 1922 — «Ревизор» Н. В. Гоголя— жандарм
- 1923 — «Братья Карамазовы» по Ф. М. Достоевскому — Иван и прокурор
- 1923 — «Царь Фёдор Иоанович» А. К. Толстого — Борис Годунов
- 1924 — «Доктор Штокман» Г. Ибсена — капитан Горстер
- 1924 — «Хозяйка гостиницы» К. Гольдони — кавалер ди Риппафрата
- 1925 — «Горе от ума» А. С. Грибоедова — Скалозуб
- 1926 — «Горячее сердце» А. Н. Островского — Барин с усами
- 1926 — «Дни Турбиных» М. А. Булгакова — гетман Скоропадский
- 1927 — «Сёстры Жерар» В. З. Масса — граф де Линьер
- 1928 — «Бронепоезд 14-69» Вс. В. Иванова — Никита Вершинин
- 1928 — «Унтиловск» Л. М. Леонова — Буслов
- 1929 — «Вишнёвый сад» А. П. Чехова — Гаев
- 1930 — «На дне» М. Горького — Сатин
- 1930 — «Воскресение» по Л. Н. Толстому — Нехлюдов
- 1931 — «Страх» А. Н. Афиногенова — Бобров
- 1933 — «Таланты и поклонники» А. Н. Островского — Великатов
- 1935 — «Враги» М. Горького — Бобоедов
- 1938 — «Горе от ума» А. С. Грибоедова — Скалозуб
- 1940 — «Школа злословия» Р. Шеридана — сэр Оливер Сэрфес
- 1941 — «Три сестры» А. П. Чехова — полковник Вершинин
- 1943 — «Последние дни» М. А. Булгакова — Николай I
- 1945 — «Офицер флота» А. А. Крона — Иван Константинович
- 1945 — «Идеальный муж» О. Уайльда — лорд Чилтерн
- 1948 — «Лес» А. Н. Островского — Несчастливцев
- 1951 — «Плоды просвещения» Л. Н. Толстого — Звездинцев
- 1952 — «Залп „Авроры“» М. В. Большинцова и М. Э. Чиаурели — капиталист Липатов
- 1953 — «Дачники» М. Горького — Шалимов
- 1956 — «Осенний сад» Л. Хеллман — генерал Григгс
- 1959 — «Юпитер смеётся» А. Кронина — Ричард Друэтт
- 1959 — «Всё остаётся людям» С. И. Алёшина — академик Моргунов
- 1960 — «Братья Карамазовы» по Ф. М. Достоевскому — Председатель суда
- 1962 — «Убийца» И. Шоу — генерал Клей
- 1963 — «Без вины виноватые» А. Н. Островского — Дудукин

### Фильмография
- 1918 — Девьи горы — эпизод
- 1918 — И огонь сошёл с небес — ксёндз
- 1929 — Чины и люди (новелла «Смерть чиновника») — Брызгалов
- 1936 — Прометей — Николай I
- 1937 — Остров сокровищ — командир
- 1938 — Александр Невский — магистр Тевтонского ордена
- 1938 — Пётр Первый — посол Священной Римской империи
- 1938 — Великий счёт — эпизод
- 1943 — Давид-Бек — Пётр I
- 1943 — Кутузов — Бекетов
- 1952 — На дне (фильм-спектакль МХАТ СССР имени М. Горького) — Сатин
- 1952 — Ревизор — жандарм (нет в титрах)
- 1952 — Школа злословия (фильм-спектакль МХАТ СССР имени М. Горького) — сэр Оливер Сэрфес

### Озвучивание
- 1938 — Руслан и Людмила — читает текст
- 1959 — Янтарный замок (анимационный) — Перкунас